# Jernej Šerjak
Jernej Šerjak, ljubljanski politik in trgovec, * 24. avgust 1865, Gorenje Blato, † 4. junij 1931, Ljubljana.

## Življenje in delo
Rodil se je na družinski kmetiji na Gorenjem Blatu 4 pri Škofljici očetu Antonu in materi Mariji Kerčon. Brat Janez se je odselil na Gorenjsko (Velesovo), sestra Marija (*30. 10. 1852), pa na Dobrovo pri Ljubljani v družino Suhadolc. Eden od bratov je bil med prvo svetovno vojno AO vojak in je padel na vzhodni fronti.
Po trgovskih študijah je leta 1882 vstopil v učno dobo v Jelovškovi trgovini na Vrhniki. 1. marca 1889 se je zaposlil pri trgovski družbi A. Krisper v Ljubljani, kjer je bil na Mestnem trgu zaposlen skoraj 40 let. Na začetku kot trgovski pomočnik (sotrudnik), nato pa kot poslovodja manufakturnega oddelka. Kasneje je imela družina lastno manjšo trgovino na Gornjem trgu 11 v Ljubljani. Poročil se je z Nežo Lindtner (1873-1943) iz Ljubljane. Imela sta deset otrok. Med šestimi, ki so preživeli otroško dobo, sta bila dva fanta. Trgovino na Gornjem trgu je prevzel sin Tone, ki je imel drugo trgovino še v Šmarju. Ob koncu II. svetovne vojne se je ta, skupaj z bratom Jernejem in njegovo družino (žena Zora in dva sinova), odselil v Argentino. Štiri poročene hčerke so ostale v Ljubljani.
Med letoma 1911 in 1921 je bil Jernej starejši mestni svetnik v Ljubljani, predstavnik Slovenske ljudske stranke. Od 3.12.1917 je vodil svetniško skupino SLS v mestnem svetu ("načelnik kluba občinskih svetovalcev S.L.S.").
Zaradi zaslug pri delu v občinskem svetu je bil aprila 1921 imenovan za Ljubljanskega meščana.
Bil je tudi soustanovitelj ter član načelništva Stavbne zadruge Šentjakobski dom v Ljubljani (od 1928) ter član načelništva Osrednje čipkarske zadruge v Ljubljani (od 1922). V šentjakobski Prosveti je bil predsednik skoraj 10 let ter eden najbolj dejavnih članov.
Pokopan je v družinski grobnici na Žalah.